# Abel Chrétien
Pour les articles homonymes, voir Chrétien (homonymie).
Abel Chrétien, né à La Mure le 9 juin 1919 et mort à Antibes le 22 août 1972, est un sculpteur et médailleur français.
Sa carrière s'est essentiellement faite sur la Côte d’Azur.

## Œuvres
Il est impossible de dresser la liste des œuvres d’Abel Chrétien : beaucoup sont aux États-Unis dans des collections privées. En plus des sculptures citées dans le texte, nous nous contenterons d’en mentionner quelques-unes visibles en France :
- Monument funéraire de Pierre Merly, Maire d’Antibes, cimetière de la ville ;
- Monuments des Rapatriés d’Outre-mer, cimetière d’Antibes ;
- Monument funéraire de Jean Poirier, industriel, cimetière d’Antibes ;
- Monument en l’honneur de Louis Nal (1902 - 1949), sur le territoire de la commune de La Tronche (Isère)[1] ;
- Statue Coup de Grisou, installée dans les années 1950 dans le jardin de la ville de La Mure[2] ;
- Buste du monument à Sidney Bechet, aujourd'hui installé square Sidney-Bechet à Juan-les-Pins (commune d'Antibes) ;
- Bas-relief dédié à Henri Dunant, fondateur de La Croix-Rouge, à La Brigue (Alpes-Maritimes) ;
- La Librairie Stendhal à Grenoble possédait, il y a quelques années, un buste de Stendhal en terre cuite ;
- Médaille du professeur de clinique obstréticale « Jean Andérodias » (1875 - 1958).

## Prix
- Lauréat du Salon des artistes français (médaille de bronze en 1949 ou 1950 selon les sources).
- Sociétaire des Artistes français.
- Grand Prix de la ville de Nice en 1951.
- Médaille d’argent des Arts-Sciences-Lettres en 1961.